# Altes Rathaus Altona

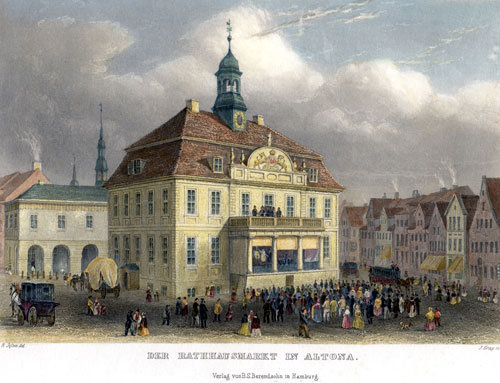
Eröffnung des neuen Balkones im Jahre 1802

Das Alte Rathaus Altona war ein Gebäude in Altona (heute Stadtteil von Hamburg). Es wurde von 1721 bis 1898 als Rathaus, danach als Archiv genutzt und im Zweiten Weltkrieg (1943) zerstört.

## Vorgeschichte
Die Stadt Altona gehörte seit 1640 zum vom dänischen König in Personalunion regierten Herzogtum Holstein und war nach Kopenhagen die zweitgrößte Stadt des Gesamtstaates. Im Zuge des Großen Nordischen Krieges legten Soldaten des schwedischen Generals Stenbock im Januar 1713 Brand in der Stadt. Insgesamt wurden 960 Häuser und mehr als 270 sogenannte Buden mit insgesamt rund 1560 Wohnungen vernichtet – zwei Drittel Altonas. Auch das erste Rathaus Altonas an der Ecke der Breitenstraße und der Kirchenstraße wurde ein Opfer des Brandes.
Der Oberpräsident von Altona Christian Detlev von Reventlow gewährte allen Bauwilligen enorme Steuervorteile und sorgte so für einen schnellen Wiederaufbau der Stadt.

## Gebäude

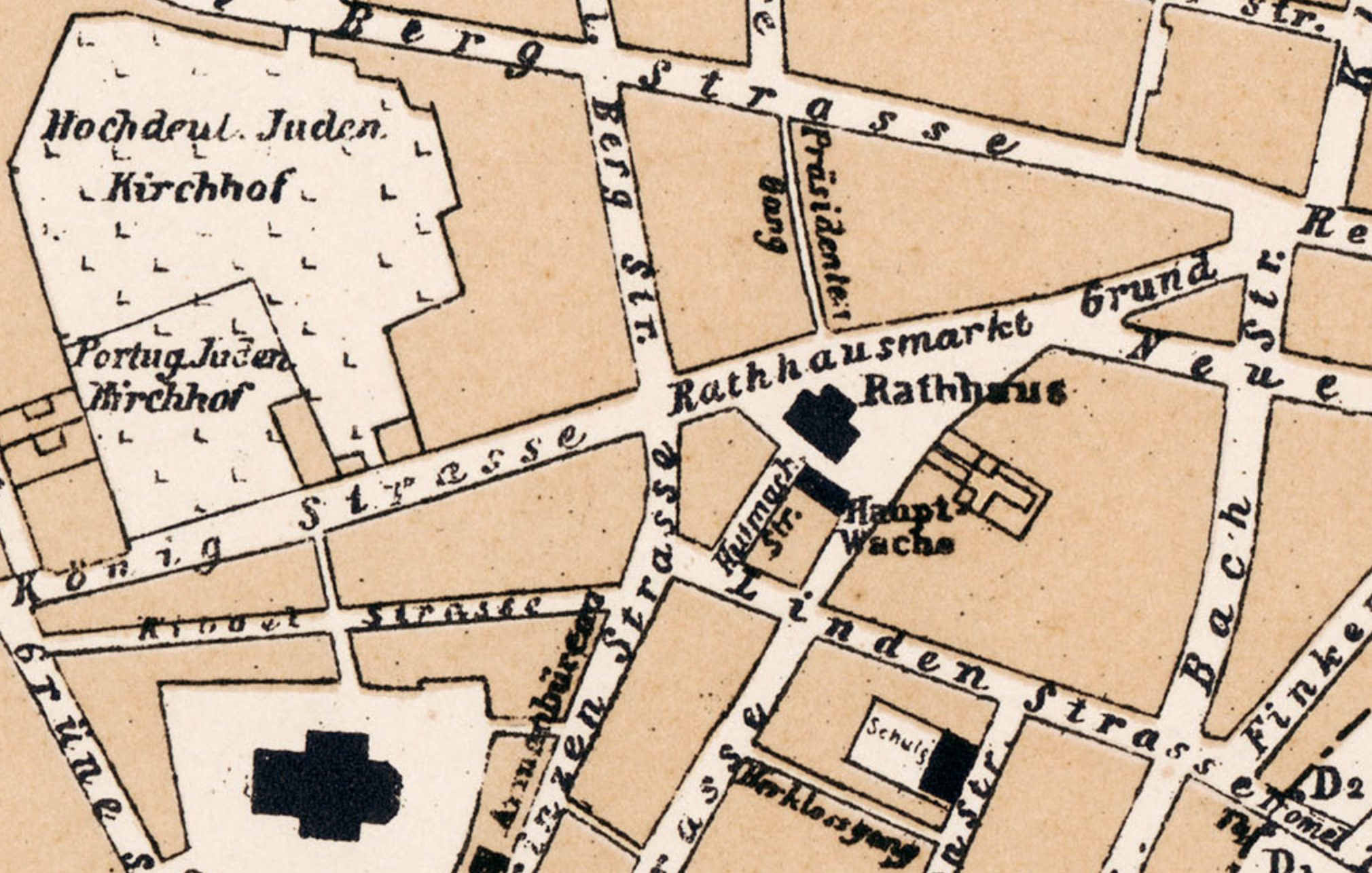
Ausschnitt aus einem Stadtplan Altonas von 1888 mit der Lage des Alten Rathauses; oben links ist der Jüdische Friedhof, unten links die St.-Trinitatis-Kirche verzeichnet

Hauptfassade des Alten Rathauses

Das Rathaus, das im französischen Barockstil erbaut wurde, lag am sogenannten (Altonaer) Rathausmarkt. An der linken Seite verlief die Langestraße und an der rechten Seite die Königstraße. Das Haus war ein zweistöckiges Gebäude von ca. 15 m Länge und ca. 10 m Tiefe, hatte ein Bogenportal, zu dem von beiden Seiten her eine Treppe hinaufführte. Des Weiteren erstreckte sich ein von säulenartigen Mauerpfeilern getragener Balkon darüber. Über dem Balkon war ein Wappengiebel angebracht, auf dem die Figur der Justizia thronte. Das Dach war als Walmdach konstruiert, mit einem Turm einschließlich einer Uhr darauf. Links neben dem Rathaus, an der Ecke der Langenstraße, befand sich die Haupt- und Ratswache.

## Geschichte

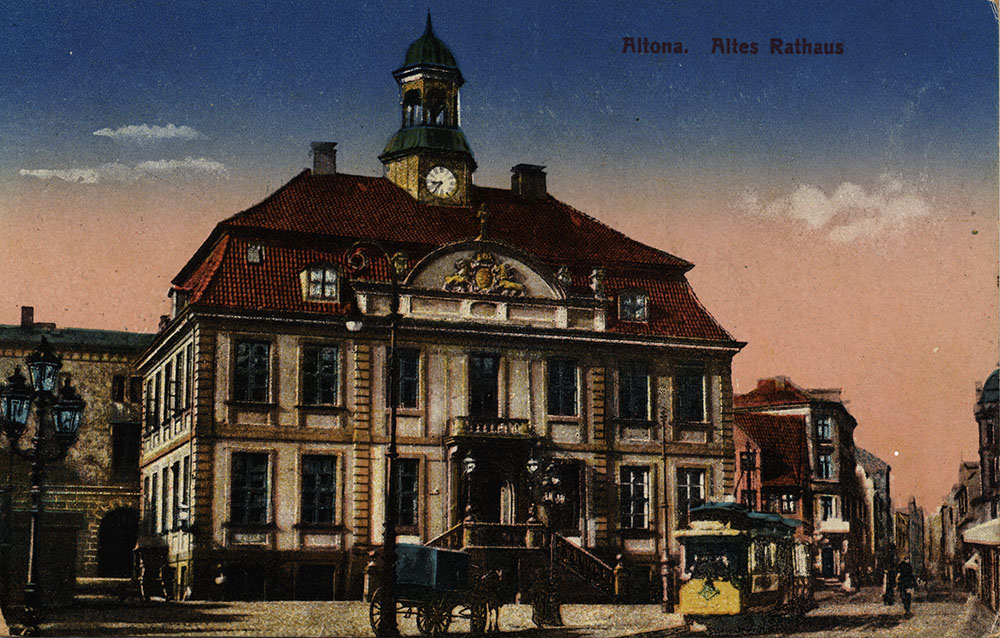
Altes Rathaus mit der Straßenbahn der HAC (1905)

Eine Anweisung für den Neubau des Rathauses erging an den 1714 berufenen Stadtbaumeister Claus Stallknecht (1681 bis 1734), dem vor allem die Ausgestaltung der öffentlichen Gebäude oblag. Zwar ermöglichte eine Kollekte in sämtlichen dänischen Kirchen die Anschubfinanzierung, aber letztlich erwies sich das Budget als ebenso knapp wie der veranschlagte Zeitrahmen. Vor allem fehlte Stallknecht zunächst die zündende Idee für ein neues Rathaus. Ein schöner Repräsentationsbau schwebte ihm vor, aber einer, der die eher verwinkelten Straßenzüge, die aus Kostengründen ihre ursprüngliche Struktur weitgehend beibehalten mussten, nicht zu stark dominierte.
Laut einer Anekdote hat das Etikett einer Rotweinflasche Stallknecht für den Bau inspiriert. Demnach hatte er sich angesichts der hohen Erwartungen, die an seine Arbeit gestellt wurden, frustriert in eine Schänke gesetzt und einen französischen Wein bestellt. Beim Blick auf das abgebildete Château sei ihm plötzlich die Idee gekommen, wie der neue Bau aussehen müsse. Außerdem wird angenommen, dass Stallknecht, über dessen Leben nur wenig bekannt ist, in Hannover studierte und von einem französischen Lehrer unterrichtet wurde.

Der Bau dauerte von 1716 bis 1721. Stallknecht lieferte den Entwurf und wurde gleichzeitig zum Unternehmer. Er übernahm die Bauausführung für 8000 Reichstaler einschließlich der Lieferung von 150 Eichen aus dem Stadtwald. Der Baukontrakt von 1716 schrieb die genaue Einteilung der Räume, die Materialien und die künstlerische Ausgestaltung (inwendig Zinnober-Roth, güldene Listen) vor. Im Keller lag das Lokal „Ratsweinkeller“, oben befanden sich die Amtsräume, Gerichts- und Konferenzzimmer. 

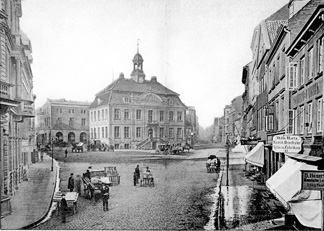
Rathausmarkt (um 1900)

Das Dach – angeblich das erste Mansarddach Nordeuropas – wurde mit schwarzglasierten Pfannen gedeckt, das Türmchen mit Blei. Wegen permanenten Geldmangels kamen die Arbeiten nur langsam voran, die Bauabnahme erfolgte erst 1721. In amtlichen Schreiben beklagte Stallknecht, dass der Bau viel teurer geworden war, auch habe er eigenes Kapital zuschießen müssen.
In den Jahren 1795/1796 wurde vom Landesbaumeister Christian Frederik Hansen die Obergerichtstube umgebaut, wofür dieser eine Remuneration von 50 Rthlr. erhielt.
Da es seit 1771 eine dänische Lotterie gab, wurde für die öffentlichen Ziehungen im Jahre 1802 an der Hauptfront des Gebäudes ein auf Säulen ruhender Altan (Balkon) vorgebaut, um die Auslosungen in Altona vornehmen zu können. Im Jahre 1853 wurde die Lotterie aufgehoben. Der Balkon wurde deshalb 1867 wieder abgebrochen und die Front erhielt wieder die ursprüngliche Freitreppe mit Portal und kleinem Balkon darüber.
Mit der Eröffnung des Neuen Rathauses am 12. Mai 1898 (ursprünglich ein Bahnhof) wurde der von Claus Stallknecht errichtete Bau offiziell zum „Alten“ Rathaus. Gleichzeitig war ab 1898 im Keller des neuen Rathauses das Altonaer Stadtarchiv untergebracht. Die Feuchtigkeit des Kellers schädigte das Schriftgut erheblich, deshalb wurde beschlossen das Archiv in das Alte Rathaus zu verlegen. 1925 wurde von den städtischen Kollegien die Stelle eines hauptamtlichen Archivars bewilligt. Der Schriftsteller Paul Theodor Hoffmann trat 1926 dieses Amt an. Im Jahre 1927 konnten die neuen Räume bezogen werden. Das Stadtarchiv war nun räumlich und finanziell so gut ausgestattet, dass es neben der Erfassung von Registraturbeständen, Ordnungsarbeiten und Benutzerbetreuung besonderen Wert auf Ausstellungen legen konnte und damit zu einer wichtigen Bildungseinrichtung der Stadt Altona wurde. Im Rahmen des Groß-Hamburg-Gesetzes wurde aus dem Stadtarchiv Altona per 1. April 1938 eine Außenstelle des Staatsarchivs Hamburg. Auch die Theatersammlung der Stadt Hamburg wurde dort eingelagert.

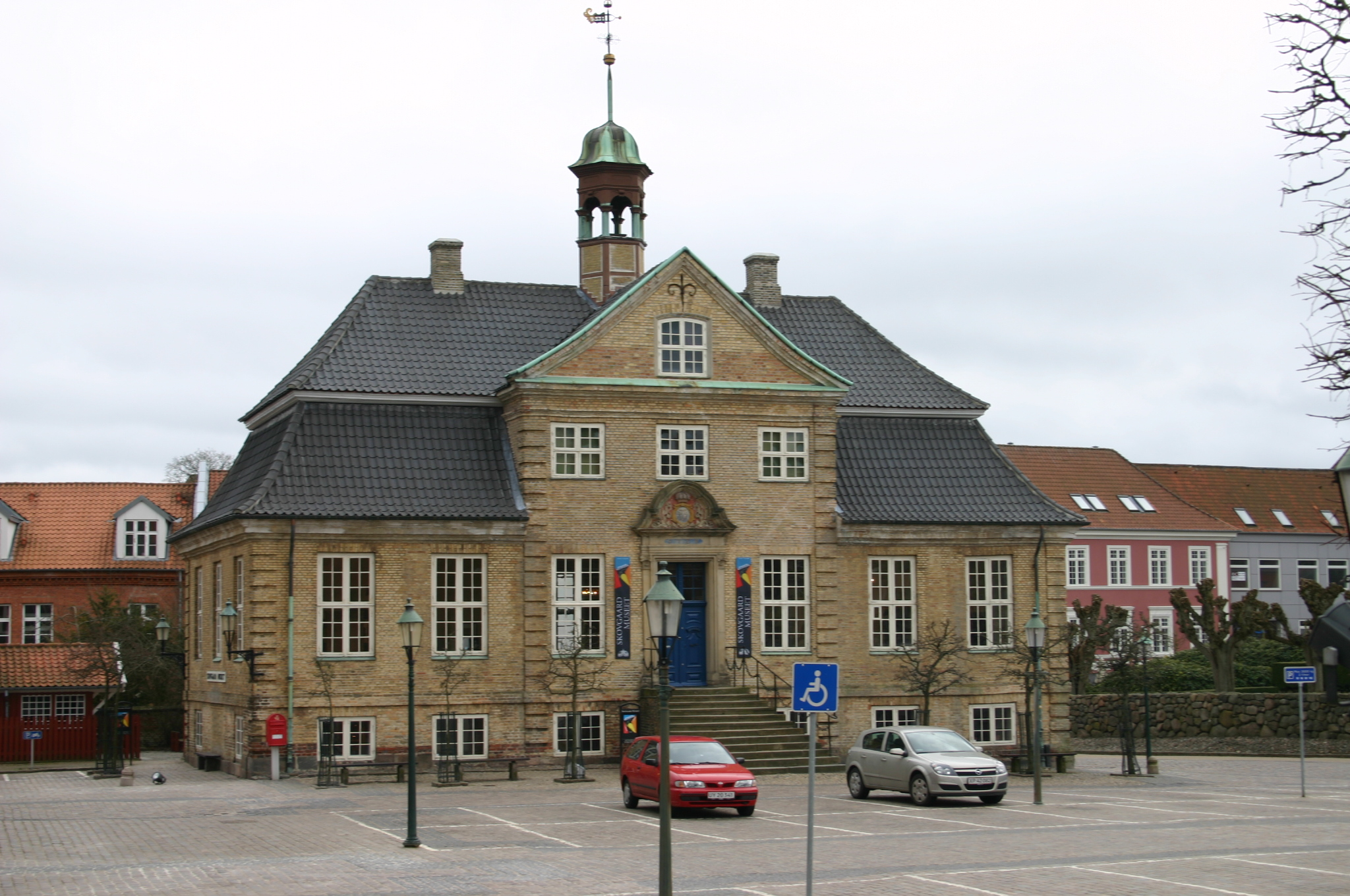
Rathaus von Viborg, erbaut 1728, Zustand 2009

Bei alliierten Luftangriffen im Sommer 1943 schlug eine Sprengbombe direkt durch den Uhrturm in das Gebäude ein. Die eingelagerten Archivalien wurden vollständig vernichtet. Wie der Archivar Paul Theodor Hoffmann später schrieb, war die Handschriftenabteilung der niederdeutschen Dichter mit Briefen von Klopstock, Claudius, Liliencron und anderen in einem riesigen, angeblich feuersicheren Panzerschrank deponiert worden. Als der Schrank Wochen später geborgen wurde, fand man darin nur noch Asche.
Der gebürtige Altonaer und spätere Hamburger Bürgermeister Max Brauer schrieb nach seiner Rückkehr aus dem amerikanischen Exil:

„Wir fanden weder das alte Rathaus noch den Stadtkern. Unser Altona, unsere alte Heimat, war ausgelöscht.“

Das Rathaus der dänischen Stadt Viborg, welches nach Stallknechts Plänen dort 1728 bis 1730 erbaut wurde, wirkt wie eine verkleinerte Kopie des Altonaer Rathauses.